# Marietta (Missisipi)
Marietta – miasto w Stanach Zjednoczonych, w stanie Missisipi, w hrabstwie Prentiss.